# Alte Burg (Langenenslingen)
Die Alte Burg, auch Burg Emerfeld genannt, ist ein wahrscheinlich frühkeltischer Kult– und Versammlungsplatz auf den Gemarkungen Langenenslingen und Emerfeld, Teilorte der Gemeinde Langenenslingen im Landkreis Biberach in Baden-Württemberg.
Früher wurde die Alte Burg als abgegangene Burg unsicheren Alters bezeichnet. Auf mittelalterliche Zusammenhänge schienen die mitten über den Plateaurücken ziehende Gemarkungsgrenze Emerfeld/Langenenslingen, früher zugleich württembergisch/hohenzollerische Landesgrenze, zu deuten.
Ein 2014 durch das Landesamt für Denkmalpflege Baden-Württemberg begonnenes Forschungsprojekt konnte die Bauzeit der Anlage in das 8. bis 6. Jahrhundert vor Christus datieren.

## Lage
Die etwa 2 Hektar umfassende Anlage befindet sich auf einem langgestreckten 695 m ü. NN hohen Bergsporn des „Burgbergs“ 2800 Meter nordwestlich von Langenenslingen und bestand aus drei hintereinander gestaffelten Wällen bzw. Trockenmauern mit dazwischen liegenden Gräben, deren Reste noch heute erhalten sind. Ein ausgeschilderter Wanderweg führt vom Parkplatz, an der Gemeindeverbindungsstraße Langenenslingen – Warmtal, hoch zu der Alten Burg.

## Beschreibung

### Spornfläche

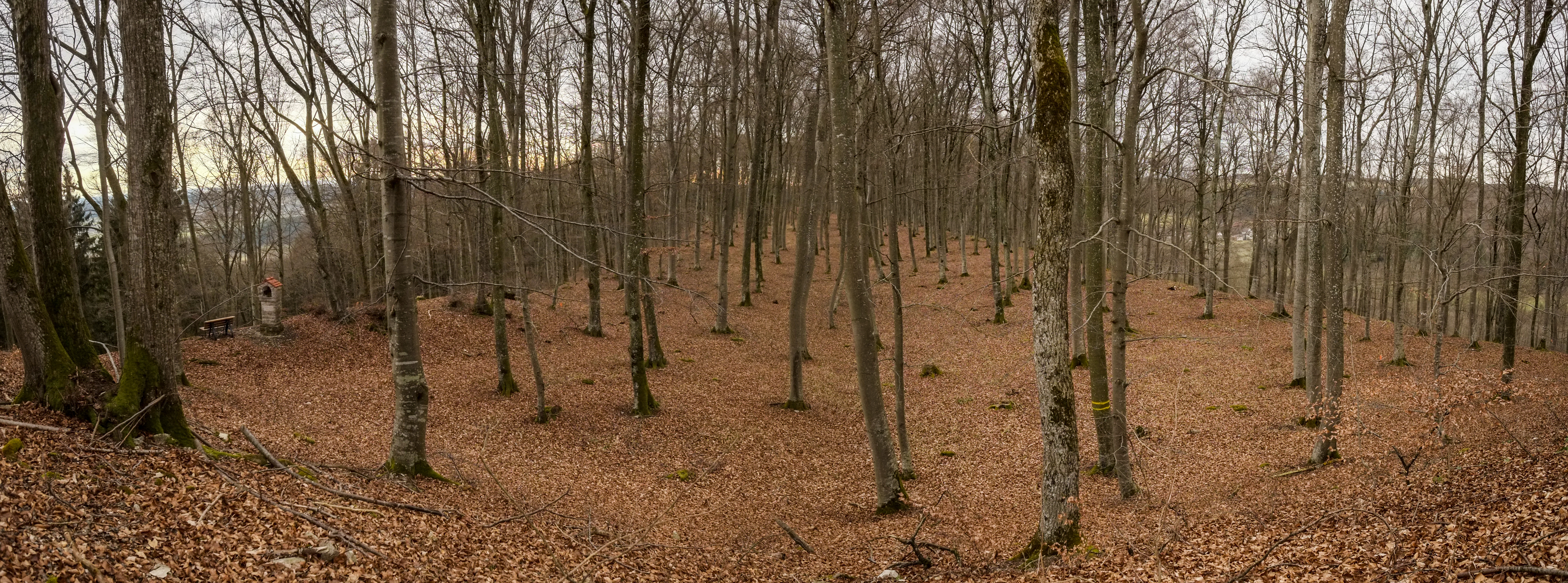
Spornfläche, vom Hauptwall gesehen

Die zungenförmige Spornfläche der Anlage ist etwa 340 Meter lang und zwischen 55 und 65 Meter breit. Sie wurde in Teilen künstlich aufgeschüttet oder abgetragen und dadurch verflacht. In Längsrichtung weist sie eine künstliche, heute noch gut sichtbare Geländestufe auf, die im Südosten niedriger ist. Die Stufe deckt sich etwa mit der oben erwähnten Landesgrenze.

### Grabhügel

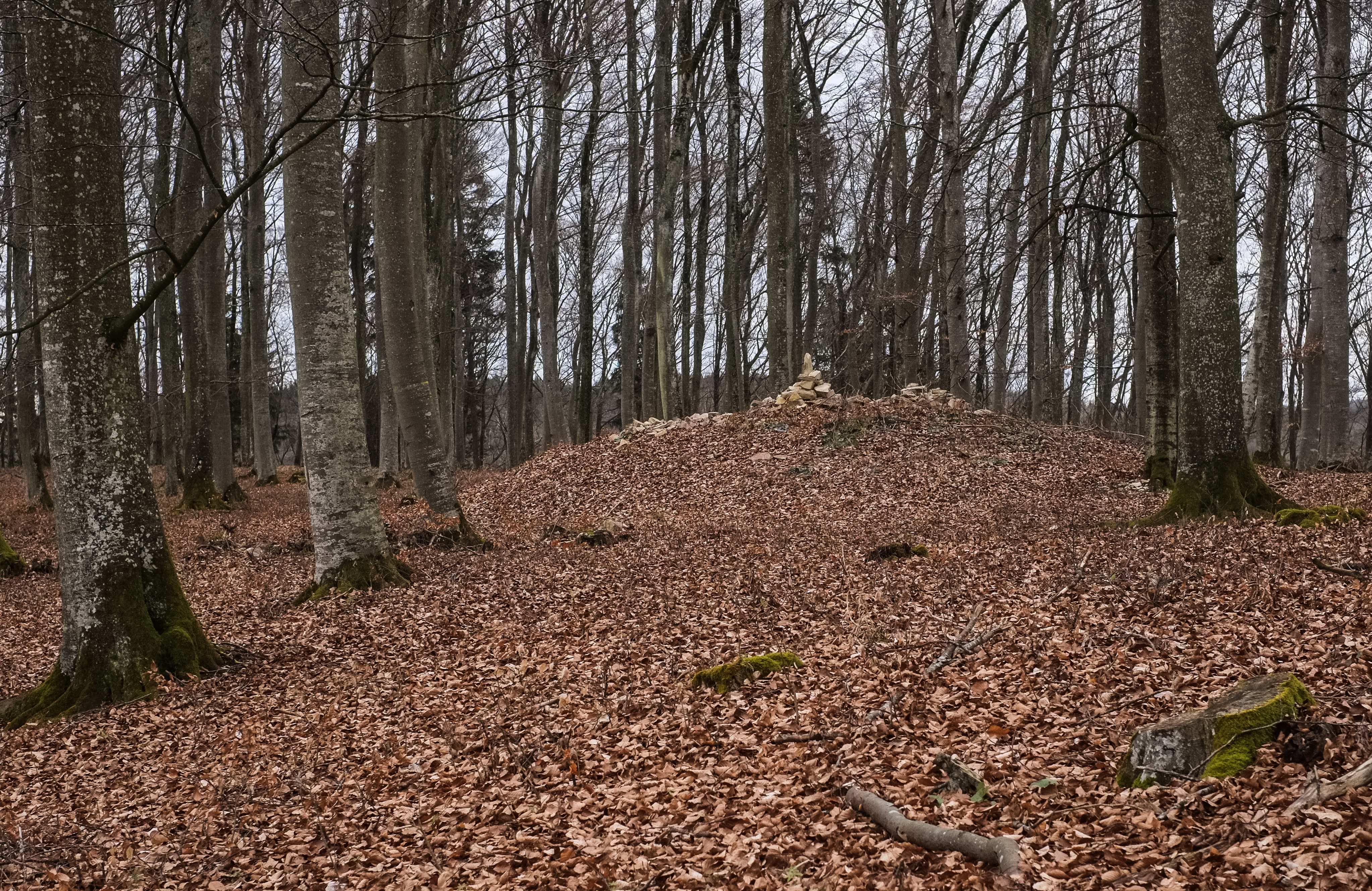
Opferschacht

Im südwestlichen Teil des Sporns, einige Meter nördlich der Geländestufe, liegt der bereits 1894 entdeckte so genannte Grabhügel. Dieser Steinhügel war wohl ursprünglich eine etwa einen Meter hohe, podestartige Erhebung von 8 × 8 Metern aus Kalkstein, die beim flächigen Abtrag des Spornfläche stehen gelassen wurde. In den Jahren 2006 bis 2007 erfolgten an dieser Stelle archäologische Nachgrabungen. Dabei wurde ein etwa fünf Meter tiefer Schacht, der auch als Opferschacht bezeichnet wird, freigelegt. Im Schacht fanden sich, neben Relikten aus früheren Grabungen, überwiegend Funde aus der späten Hallstattzeit, einige wenige Funde aus der frühen und mittleren Latènezeit, sowie Menschenknochen.

### Terrassen

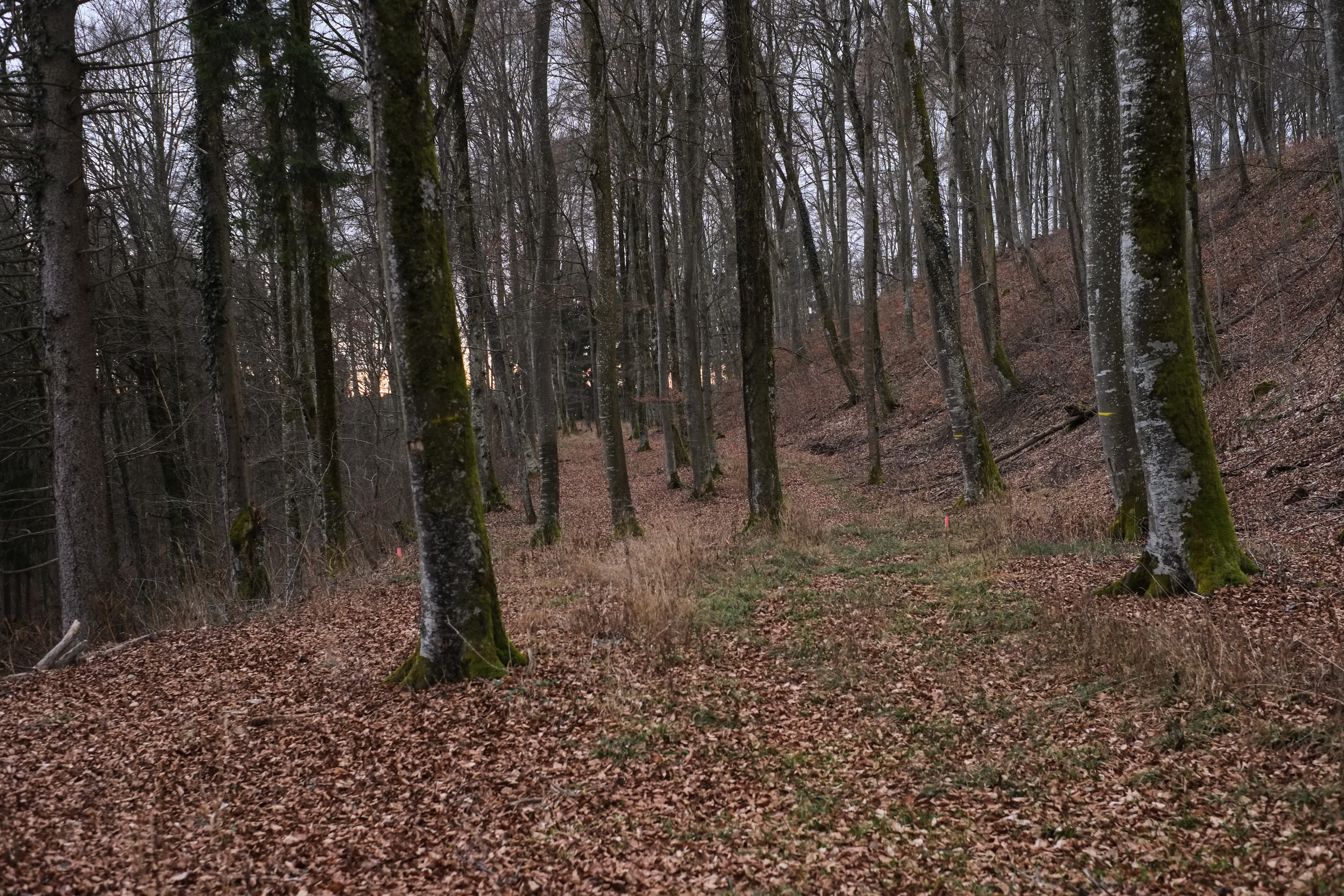
Südöstliche Terrasse

Etwa 15 Meter (Nordwesten) und 20 Meter (Südosten) unterhalb der Spornfläche ziehen sich an deren Längskanten zwei künstliche Terrassen entlang, deren Breite etwa fünf bis acht Meter beträgt. Die Terrassen enden kurz vor dem halbrunden Spornende bzw. laufen im Nordosten im Hang aus. Sie sind nicht in eine Verteidigungsanlage eingebunden, ihre Funktion ist derzeit nicht bekannt.

### Vorgraben

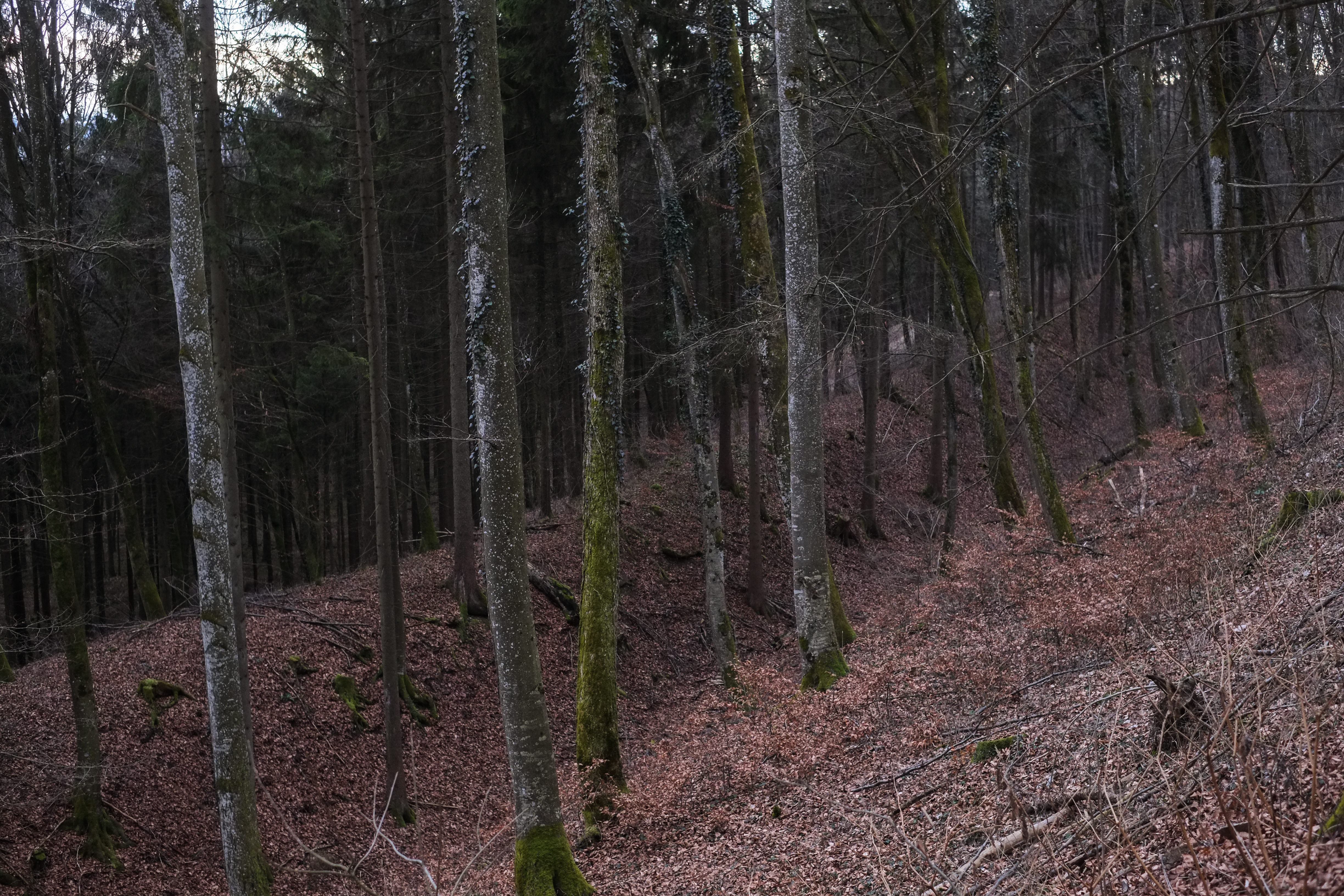
Südöstlicher Vorgraben

Der gesamte Sporn ist im Bereich der Anlage etwa 25 Meter (Nordwesten) und etwa 35 Meter (Südosten) unterhalb der Spornfläche von einem bis zu fünf Meter tiefen innenliegenden Ringgraben mit Vorwall umgeben. Auch das Wall-Grabensystem ist offenbar nicht in das Wallsystem eingebunden, das die Anlage vom Bergrücken im Nordosten trennt.

### Hauptwall

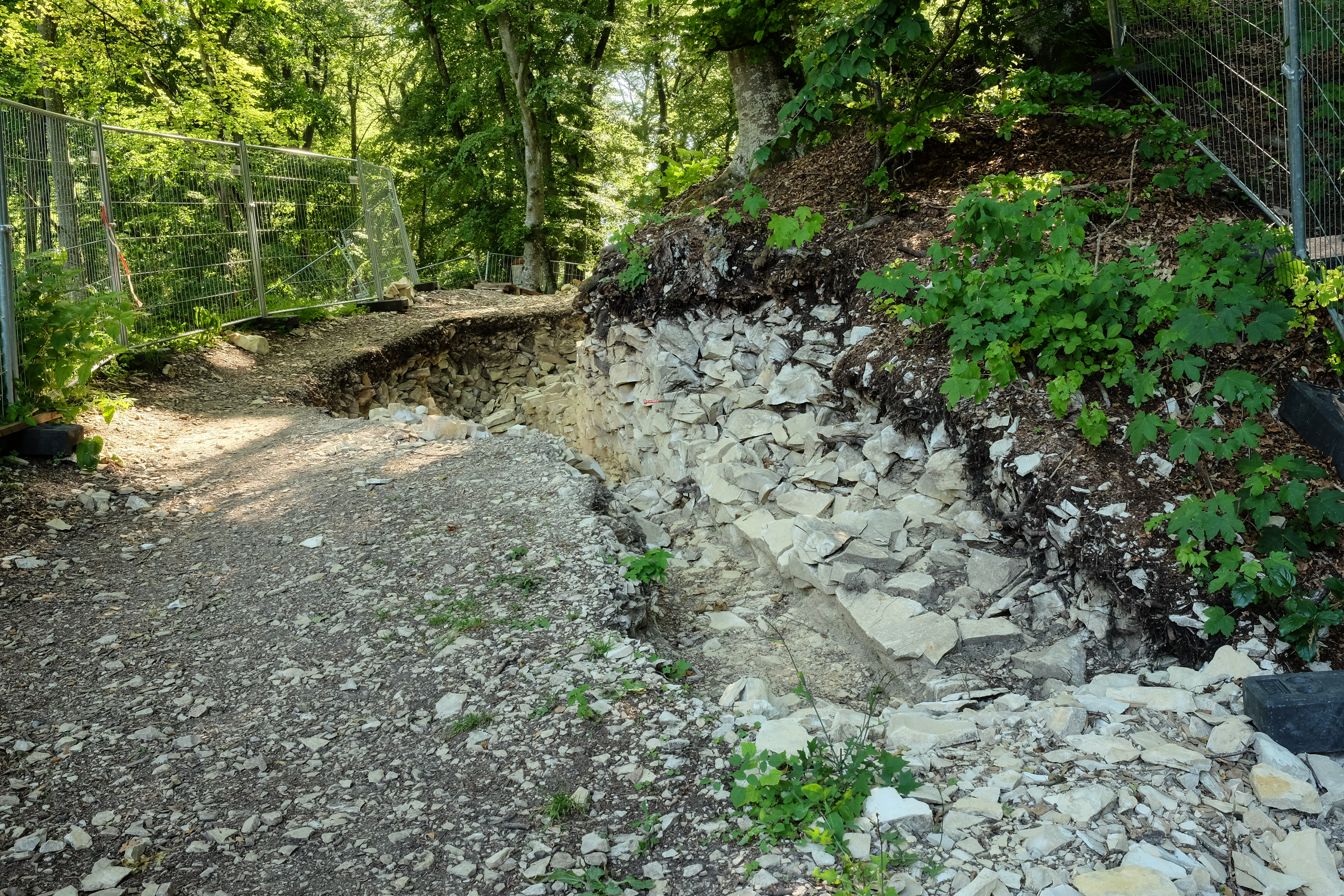
Grabung mit Trockenmauern am Hauptwall, Blick vom Burgberg Richtung Spornfläche

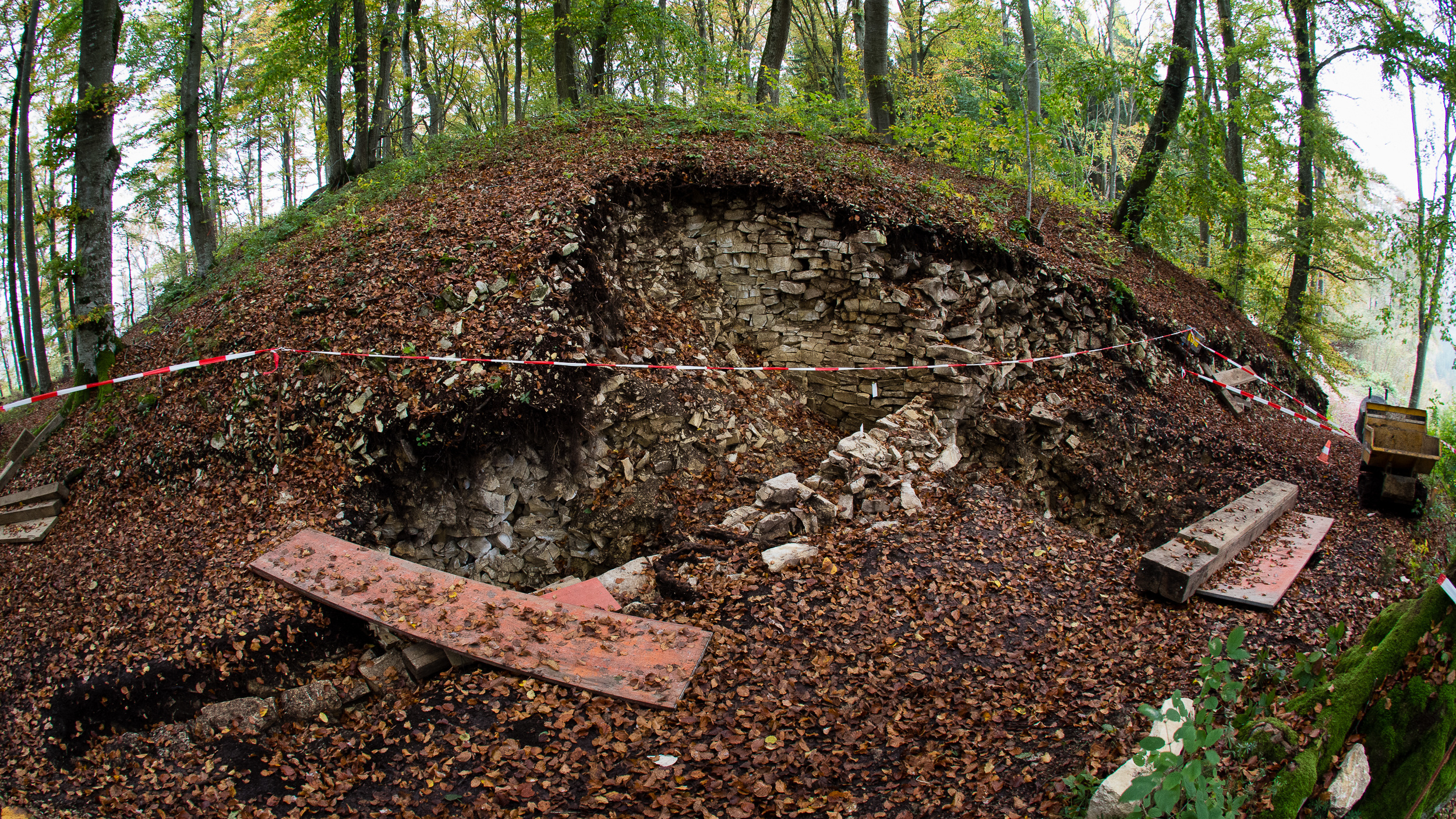
Ergrabener Querschnitt Hauptwall, Blick von der Spornfläche

Die Anlage ist im Nordosten zuerst durch einen etwa 1,5 bis 2 Meter hohen Wall ohne Graben vom Bergrücken getrennt. Darauf folgt ein mittlerer Wall, der unmittelbar vor dem künstlich eingetieften Graben des Hauptwalls aufgeschüttet wurde. Von dieser Grabensohle aus liegt die Krone des Hauptwalls bis zu zwölf Meter höher. Im Oktober 2014 wurden im Rahmen archäologischer Grabungen zwei Trockenmauern im Bereich des Hauptwalls bis auf eine Höhe von 4,2 Metern freigelegt. Sie bilden offenbar eine Ecke. Weitere Untersuchungen in den Folgejahren belegen, dass die Trockenmauer unter dem Hauptwall 13 Meter stark ist und bis zu einer Höhe von mindestens 10 Metern aus Kalksteinen gesetzt war. Sie ist damit nördlich der Alpen aus dieser Zeitstellung das größte Bauwerk dieser Art. Die jüngsten Ergebnisse der Ausgrabungen belegen mittlerweile zuverlässig, dass die Anlage zwischen dem 8. und 4. Jahrhundert vor Christus errichtet bzw. genutzt wurde.

### Funktion

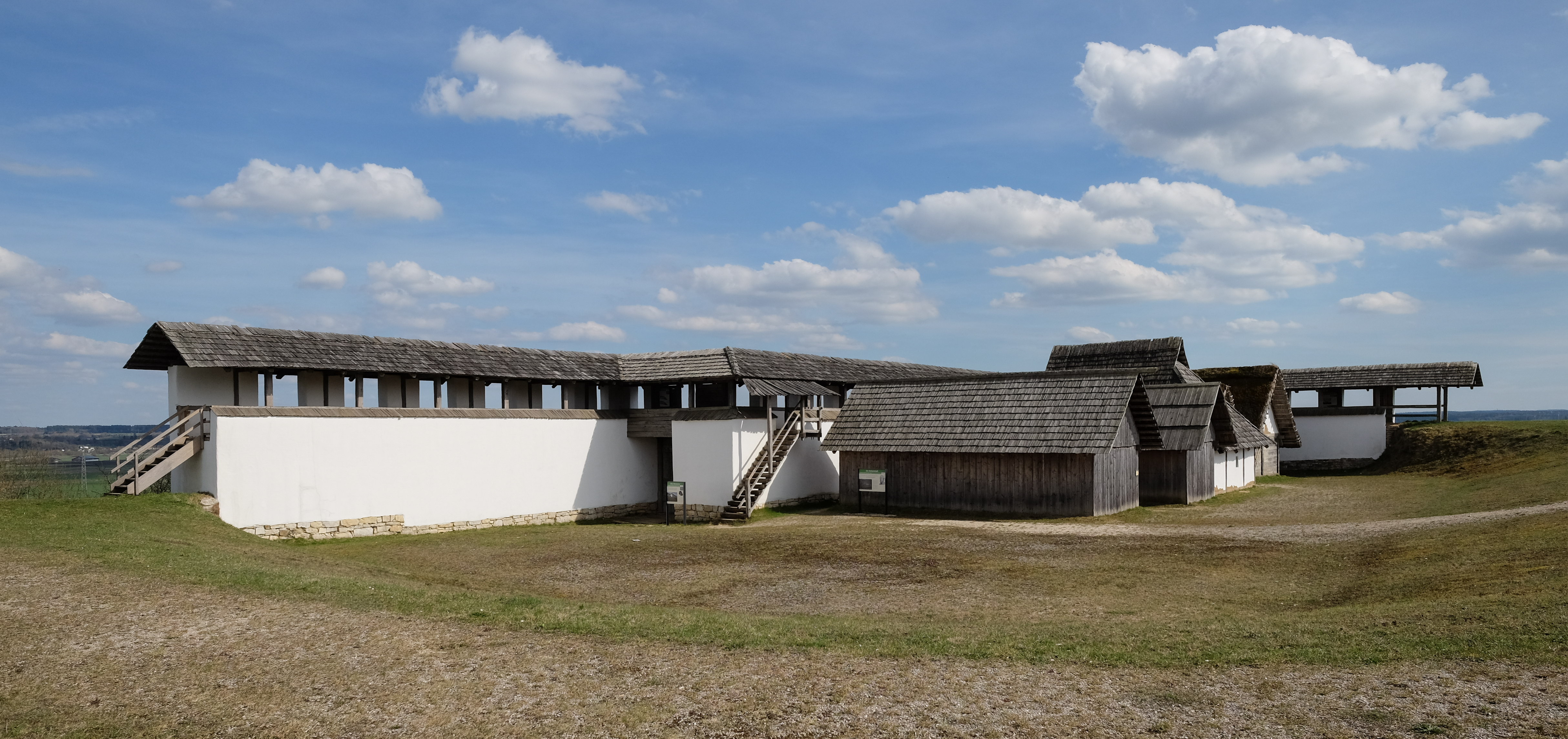
Heuneburg (Hundersingen)

Die Anlage hat einerseits eindeutig wehrhaften Charakter, weist andererseits aber auch weniger gut gesicherte Stellen auf. Die Alte Burg wurde zeitgleich mit der etwa neun Kilometer ost–südöstlich liegenden Heuneburg bei Hundersingen genutzt und wurde schon früh mit dieser in Verbindung gebracht.
Da es unwahrscheinlich ist, dass zwei Höhensiedlungen dieser Größenordnung so nahe beieinander liegen, und die im Opferschacht gefundenen Menschenknochen für eine Siedlung sehr ungewöhnlich sind, geht man davon aus, dass die Anlage als Versammlungs- und Kultplatz, möglicherweise in Verbindung mit sportlichen Wettkämpfen gedient hat. Auch die äußerst ungewöhnliche Wallanlage und die mit hohem planerischen und manuellem Aufwand umgestaltete Form der Spornfläche stützen diese Deutung. Grabungen haben gezeigt, dass die etwa 5 Kilometer nord–nordwestlich gelegene Große Heuneburg bei Upflamör in der gleichen Zeit wie die Alte Burg und die Heuneburg, also vom 8. bis zum 6. Jhd. vor Christus entstanden ist.

## Erhaltung und Rekonstruktion
Im Jahr 2016 hat sich vor Ort der Verein aktiver Langenenslinger Bürger für Heimat, Archäologie und Tradition e. V. (ALB-HAT) gegründet mit dem Ziel, die im Rahmen des seit 2014 laufenden Forschungsprojektes gemachten Entdeckungen für die Nachwelt zu erhalten. Hierbei standen vor allem Teile der mächtigen Mauer des Hauptwalls im Fokus. Sie sollten gesichert sowie für die Öffentlichkeit zugänglich und erfahrbar gemacht werden. In den Jahren 2018 bis 2019 entstand an Ort und Stelle ein restaurierter und aus Originalmaterial rekonstruierter Mauerabschnitt, der anschließend durch eine informative Hinweistafel zur Gesamtanlage ergänzt wurde. Für dieses Engagement zur Erhaltung und Erschließung des archäologischen Denkmals Alte Burg wurde der Verein im Rahmen der Verleihung des Archäologie-Preises Baden-Württemberg 2020 mit dem Förderpreis ausgezeichnet.